# Sunflower (Mississippi)
Pour les articles homonymes, voir Sunflower.
Sunflower est une ville américaine située dans le comté de Sunflower, dans le Mississippi. Selon le recensement de 2020, sa population est de 964 habitants.